# 한여름 밤의 음몽
《한여름 밤의 음몽》(일본어: 真夏の夜の淫夢)은 일본의 게이 포르노 제작사 코트 코퍼레이션에서 발매한 게이 포르노 비디오이다. 2001년 7월 20일 발매된 Babylon Stage 시리즈 중 하나이며, 정식 명칭은 《BABYLON STAGE34 真夏の夜の淫夢 the IMP》이다. 비디오는 총 90분 길이로, 옴니버스 형식으로 4개의 단원으로 구성되어 있다. 제목은 셰익스피어의 작품 《한여름 밤의 꿈》을 패러디한 것으로 추정된다.

## 주목과 영향
일본의 야구선수 다다노 가즈히토가 해당 비디오에 출연한 사실이 5채널을 통해 알려지면서 작품은 인터넷상에서 주목을 받았다. 이후 흥미본위로 비디오를 찾는 사람이 늘어났으며, 출연 배우들의 연기와 영상 품질이 엽기성과 중독성을 유발하여 게이 외 일반 팬층까지 형성되었다.
이 사건은 다다노 가즈히토의 스캔들로 이어져 드래프트 지명을 받을 수 없게 만들었다. 메이저 리그 진출 이후에는 미국에서도 알려졌으며, 당시 동성애 문제가 민감하게 받아들여진 상황에서 일정한 논란을 야기했다. 다다노는 현지 기자회견에서 자신은 게이가 아니며, 당시 금전적 이유로 촬영에 참여했고 이에 대해 후회하고 있다는 입장을 밝혔다.
2008년경부터 니코니코 동화 등 인터넷 공간에서는 다다노 스캔들을 소재로 한 합성물들이 제작되기 시작했다. 2014년 이후에는 니코동 인기 영상 순위에서 상위권을 차지하며, 현재까지 인기있는 인터넷 밈으로 남아있다.
오늘날 음몽은 일본 게이 포르노 출연 배우를 활용한 합성 및 희화화 콘텐츠를 대표하며, 코트 코퍼레이션뿐만 아니라 다른 제작사들의 작품도 포함된다.
2012년 니코니코 동화 운영진은 다수의 음몽 패러디 영상을 삭제했으며, 이 중에는 오래전부터 인기 있던 작품도 포함되어 논란이 있었다. 이러한 사건을 홀로코스트에 빗대어 '호모코스트'라 부르기도 했으며, 이후 2015년을 기점으로 상황은 안정되었다.
야수선배
《한여름 밤의 음몽》 본편 제4장에 등장하는 인물로, 제4장의 제목인 《혼수 레이프! 야수로 변한 선배》에서 유래한 별칭 '야수선배'로 알려져 있다. 작품 내 본명은 '타도코로'이다.
2003년경 처음 인터넷상에 알려졌을 당시에는 단순히 '선배'로 불리거나, 외모가 일본의 야구 선수 세키모토 켄타로와 닮았다는 이유로 'SKMT'라는 별칭으로도 불렸다. 이후 '야수선배'라는 호칭이 널리 정착하면서 다른 이름은 거의 사용되지 않았다.
니코니코 동화를 비롯한 음몽 커뮤니티에서는 YJSNPI와 같은 약칭보다 '야수선배' 또는 줄여서 '선배'라는 표현이 주로 사용된다. 또한 BB 극장의 다수 영상에서 제목에 등장하는 '~하는 선배'는 대부분 이 인물을 가리킨다.
작품 속에서 보여준 독특한 표정과 대사, 연기 방식은 니코니코 동화 내 다양한 패러디와 밈으로 확산되며 큰 인기를 얻었다. 2016년에는 오시마 카오루가 실제 배우를 찾기 위해 형사를 섭외해 인터넷 생방송을 진행했으나, 담당 형사의 개인적 사정으로 중도에 종료되었다.

## 역사

### 레슬링 시리즈의 몰락
가치무치 팬티 레슬링 시리즈는 본래 내용의 레슬링을 하는 행위의 슈르함과 등장인물들이 내지르는 이상한 일본어 몬데그린을 즐기는 작품으로 시작하여, 작중의 내용과 몬덱드린들로 캐릭터가 설정되고, 독자적인 세계관이 창조되었으며 BB 시리즈로 오리지널 스토리를 구축하는 식으로 세계관이 확장되어갔다. 이러한 여세는 2008년부터 시작되어 2012년까지 지속되었으나 2013년 들어 영상의 투고수나 랭킹 등에서 레슬링 시리즈의 몰락이 가시화되었다.
음몽 시리즈는 레슬링 시리즈와는 언제나 적대적 관계(를 빙자한 호모 연합)였으며 언제나 레슬링 시리즈에 밀려 그다지 빛을 보지 못하였다. 이러한 추세는 음몽 시리즈가 비교적 늦게 투고된 것도 있고, 레슬링 시리즈의 주요 등장인물이자 주연배우, 형님으로 불리며 아이돌로 칭송되던 빌리 헤링턴이 일본에 수 차례 방문하며 팬 서비스를 행하기도 하였고, 반 다크홈 역시 자신을 소재로 한 MAD 영상에 호의적인 반응을 보이는 등 레슬링 시리즈의 팬들의 팬심은 실제로 보답 받고 있었다. 반면 음몽 시리즈는 강제로 정체가 밝혀진 다다노 가즈히토 정도가 출연 사실을 인정하였으나 본인은 이 일을 몹시 싫어하고 있고, KBTIT 외에 자신의 모습을 드러내는 이가 없으며 무엇보다 팬들을 결집시킬 아이돌의 부재가 레슬링 시리즈에 밀리는 가장 큰 이유였다. 여기에 음몽은 일본내에서 촬영되었고, 제작사들이 충분히 법적 대응을 행할 수 있었으며 출연진들이 음몽민들에 의하여 피해를 입는 등의 풍평피해가 계속해서 발생하면서 실제로 음몽 시리즈 영상들이 광역 삭제되는 일이 발생하기도 하는 등, 타국의 출연진이 레슬링 시리즈에 비하여 일본 내에서의 이미지는 '악질', '호모 초딩' 등으로 비난 받기 일쑤였다.

### 음몽의 부흥
그럼에도 2014년에 접어들면서 음몽 시리즈의 랭크인이 지속적으로 이루어지는 등 갑작스레 음몽의 부흥이 시작된다. 이러한 추세에는 단순히 레슬링의 인기가 사그라들어 음몽이 흥하게 된 것 외에도 여러 요인이 있다. 가장 큰 요인은 역시 음몽영상들은 일본산이라는 점이다. 레슬링 시리즈가 몬데그린이 흥하였다면 음몽 시리즈는 일본어 대사 그 자체가 흥하고 있다. 출연진들의 끔찍한 일본어 발음과 연기 등에 감명받은 음몽민들과 일반인들은 처음에는 이상한 대사 등으로 치부하였으나 지속적인 노출을 통해 점차 하나의 넷 슬랭 정도로 받아들이게 되었을 만큼 이미 일상 깊숙이 퍼져있다.
일반인들에게까지 노출된 이유 중 하나는 2014년 말부터 불기 시작한 '음몽게임실황'의 역할이 컸다. 누구나 웃을 수 있는 가볍고 재밌는 게임 영상에 적절한 음몽 대사를 넣어 음몽민에게는 게임에 음몽 대사가 더해져 큰 웃음을, 일반인에게는 게임 자체의 영상과 알 수 없는 더빙 해설이 전해지면서 점점 익숙해지기 시작하였고 음몽민이 아닌 단순히 '음몽 네타를 받아들일 수 있는 일반인'의 비율이 점차 늘어나게 되었다.

## 음몽의 한계
오토코 마쯔리가 언제나 랭킹 1위를 차지하던 것과는 달리 음몽 시리즈는 이러한 합작이 부재하고 음몽민이 집결하는 소위 '호모 파워'가 단순히 트롤링으로 취급 받는 것은 위에서도 언급한 아이돌의 부재 때문이다. 빌리 해링턴이라는 강력한 아이돌 아래 모인 충성스런 레슬링 시리즈의 팬들은 전성기 때는 단순히 BB 합성물이 아닌 고 퀄리티의 영상 합성물과 소리 MAD 등을 지속적으로 투고하였고 이 예술성이 대중에게 받아들여져(?!) 큰 인기를 구가하였으나 음몽은 이렇게 충성스런 팬들이 존재하지 않는다. 단순히 하나의 네타로써 사용할 뿐, 이것에 자신의 재능을 바칠 인물이 없는 것이다. 그렇기 때문에 결국 투고되는 것은 단순한 BB 영상이나 오리지널 스토리, 음몽 게임 실황이나 biim 시스템의 RTA 영상뿐 대중을 끌어들일 예술적 요소가 부족하며, 성인물 중에서도 게이물이라는 그 한계를 극복하는 대 여전히 성공하지 못하고 있기에 여전히 음지문화로써 근근히 명맥을 유지할 뿐이다.

## 구성

### 제1장 《야쿠자 협박! 체육부원들의 역습》
시합을 끝내고 집으로 향하던 체육부원들은 운 없게도 검은 고급차를 들이받고 만다. 차에서 내린 것은 폭력단원 '타니오카'였고, 그는 체육부원 중 한 명인 '나카다'의 면허증을 뺏은 후, 자신을 따라올 것을 명령한다…
이 시리즈의 명실상부한 시초. 이 부분에서 야구선수 다다노 가즈히토가 출연했다는 사실이 5채널에서 알려져 유명해지고, 덩달아 이 비디오까지 유명해졌다. 다다노 가즈히토가 TDN라는 별명이 만들어진 것도 이 동영상의 영향이다.

### 제2장 《모델 반격! 범해지는 스카우트 맨》

야수선배의 '입 벌리고 눈 감는'은 한자 간략화다.

스카우트맨이 평범한 청년을 채용한다. 꼴랑 5만 엔 받고, 전혀 마음에 들지 않는 모델과, 자기 마음에 안 드는 구도만 요구하는 스카우트맨, 게다가 스카우트맨에게 "빨아, 그것도 못 하냐?" 라는 조롱까지 듣자, 청년의 분노가 폭발한다…
1장, 4장에 비하면 인기는 약간 뒤처지나 "빨아," "창가 가서 딸쳐" 등의 명대사가 존재. 또한, 작중에 나온 "있잖아... (あのさぁ...)"대사는 음몽 팬덤을 대표하는 유행어가 되었다. 게다가 음몽 본편 중 국어책 읽기가 가장 돋보이는 부분이기도 하다.

### 제3장 《도촬! 그리고 SM 망상으로》
한 대학생의 아파트에 같은 학년의 친구가 방문한다. 잠시 사이좋게 이야기를 나누다가, 학생은 아르바이트 시간이 되어 떠나고 친구를 방에 머물도록 한다. 친구는 혼자 남은 방에서 자위행위를 시작한다. 그러나 그 모습은 모두 미리 설치된 카메라에 모두 도촬되고 있었다. 학생이 돌아오고, 같이 술을 마시면서 다시 놀다가 친구는 침대에서 선잠을 잔다. 친구가 자는 동안 학생은 카메라에 찍힌 내용을 체크하고, SM망상을 시작한다…
소재로 잘 쓰이지도 않고, 쓸 만한 장면도 없고, 지명도도 낮다. 그러나 작중에서 친구를 연기하며 압도적인 존재감을 표출한 GO의 지명도만은 매우 높다. 그런데 오히려 한여름 밤의 음몽이라는 제목에는 가장 어울리는 부분이다.

### 제4장 《혼수 레이프! 야수로 변한 선배》

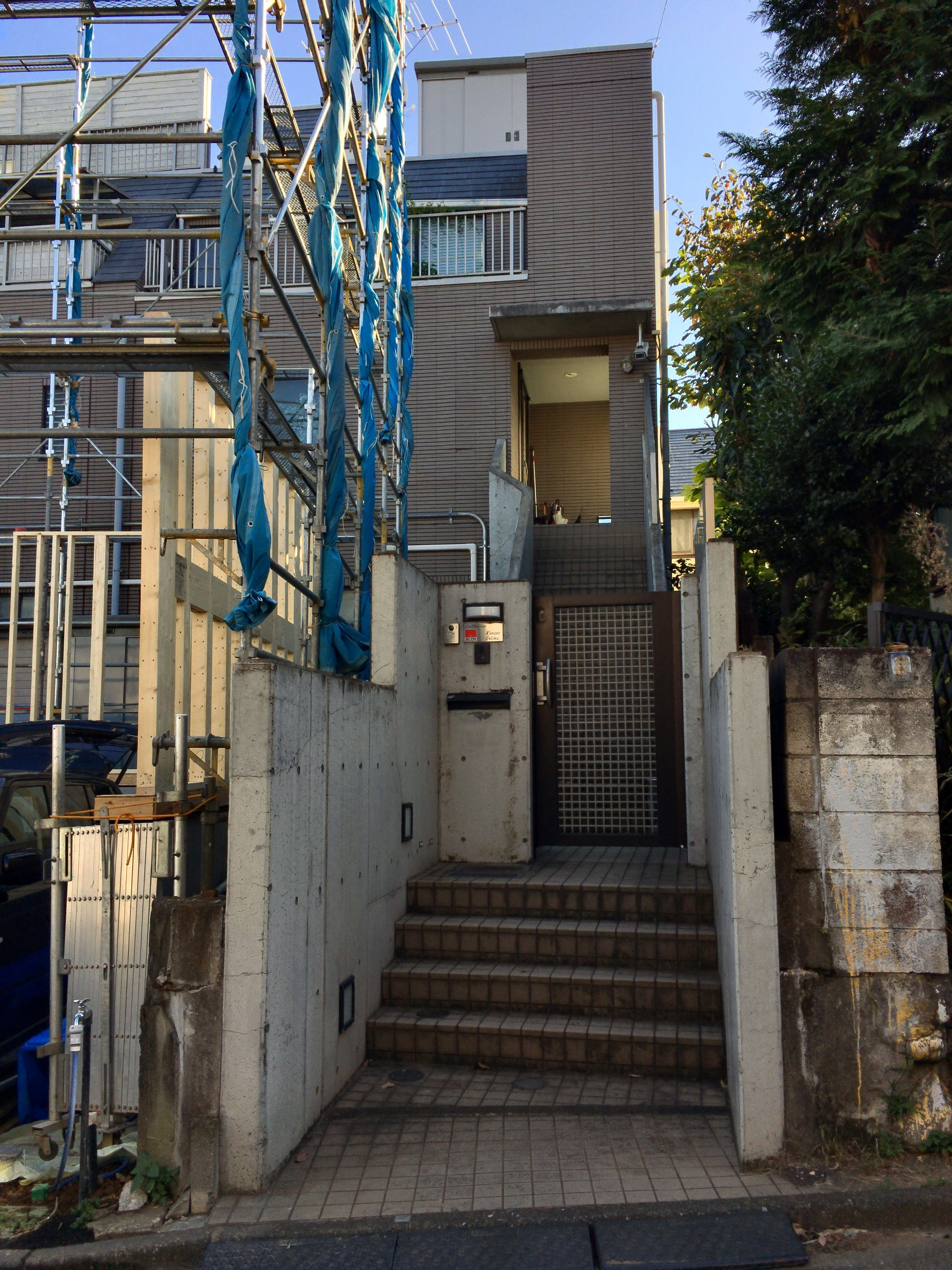
촬영현장인 야수저택

수영부의 후배(토오노)가 선배의 집에 방문한다. 선배는 옥상에서 몸을 태워보지 않겠느냐고 제안해오고, 후배는 흔쾌히 응한다. 수영복으로 갈아입고 옥상에서 일광욕을 즐기는 사이, 선배는 후배에게 아이스티를 대접한다. 그러나 그 아이스티에는 수면제가 들어 있었고, 잠들었다 깨어난 후배는 묶여 있는 자신의 몸과 자신을 더듬고 있는 선배를 목격한다…
압도적인 인기를 누리는 단원. 야수선배의 인기는 그야말로 음몽 최고라고 해도 과언이 아닐 정도이다. 소재로 쓸만한 내용도 풍부하며, 온갖 명언이 튀어나온 보물상자와도 같은 부분.